# Walid Jumblatt

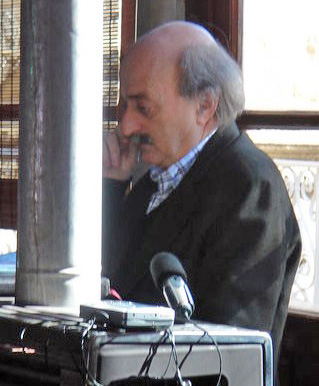
Walid Jumblatt

Walid Jumblatt of Joumblatt (Arabisch: وليد جنبلاط, Walīd Ǧunbalāṭ)
(Moukthara, 7 augustus 1949) is een vooraanstaand Libanees politicus. Langs moederszijde is hij een kleinzoon van prins Shakib Arslan. Walid Jumblatt behaalde in 1982 aan de American University een bachelordiploma in politieke wetenschappen en openbare administratie. Hij studeerde ook in Frankrijk.
Na de moord op zijn vader, de Druzische Progressieve Socialistische Partij-leider Kamal Jumblatt, werd hij zowel de nieuwe voorzitter van de PSP als vorst van de Druzen in het Choufgebergte (Moukthara). Hij toonde zich een kundig leider tijdens de Libanese Oorlog (1975-1989). In 1982 en 1983 wist Walid Jumblatt, gesteund door de Sovjet-Unie, het offensief van de christelijke Falange-milities in de Choufgebergte (het woongebied van veel Druzen) te weerstaan en de milities te verdrijven.
Tijdens de bezetting van Libanon door Syrië voerde Jumblatt samen met de Falangisten en andere christelijke partijen felle oppositie tegen de bezetting. Jumblatt steunde de anti-Syrische coalitie van premier Rafiq Hariri en later van diens zoon Saad Hariri, maar maakte in 2011 opnieuw een draai. Met zijn intuïtie voor welke partij zal gaan winnen, liep hij over naar het kamp van Hezbollah, en in 2016 hielp hij ex-generaal Michel Aoun aan een meerderheid voor het presidentschap.
Jumblatt is thans parlementslid in Beiroet.